# Lepisorus nudus
Lepisorus nudus är en stensöteväxtart som först beskrevs av William Jackson Hooker och som fick sitt nu gällande namn av Ren-Chang Ching.
Lepisorus nudus ingår i släktet Lepisorus och familjen Polypodiaceae. Inga underarter finns listade i Catalogue of Life.